# Un long Halloween
Un Long Halloween (Batman: The Long Halloween en version originale) est une minisérie de comics de Batman en treize épisodes écrite par Jeph Loeb et dessinée par Tim Sale. Elle est la suite des trois numéros Batman: Legends of the Dark Knight Halloween Specials, réalisés par la même équipe créative. Le succès de la série mena Loeb et Sale à collaborer à nouveau sur deux séquelles, Batman: Amère Victoire et Catwoman : À Rome.
En termes de continuité, Un Long Halloween est la suite de Batman: Année Un. Il raconte également l'origine de Double-Face, incorporant des éléments de l'histoire dans Batman: Annual #14 (1990).

## Contexte
Le projet débuta quand l'éditeur du groupe, Archie Goodwin, approcha Jeph Loeb et Tim Sale à la San Diego Comic Convention et leur demanda s'ils souhaitaient travailler à nouveau sur Batman.
Jeph Loeb a déclaré que la genèse de l'histoire avait été influencée par l'écrivain Mark Waid, qui, quand on lui dit que Jeph Loeb travaillait sur une histoire se déroulant dans la continuité de Année Un, suggéra de se concentrer sur les années précédent la transformation d'Harvey Dent en Double-Face. Celles-ci n'avaient pas été décrite en profondeur depuis son histoire originelle Year One.

## Synopsis
Juin. Le milliardaire Bruce Wayne assiste à contrecœur au mariage de Johny Viti, le neveu de Carmine Falcone dit « le Romain », parrain tyrannique de la pègre de Gotham City. A la nuit tombée, le justicier masqué Batman surprend la féline cambrioleuse Catwoman en train de forcer le coffre du mafieux italien. Tandis que la voleuse s’évapore dans les sombres recoins de la ville, le bat-signal, allumé par le capitaine de police James Gordon, illumine le ciel de Gotham.
Sur le toit du commissariat, Batman, Gordon et le jeune procureur de la ville, Harvey Dent, font le pacte de mettre en commun leurs atouts pour faire tomber définitivement la suprématie de la mafia sur leur ville, avec pour seule condition imposée le respect de la loi.
Le jour d’Halloween. De retour de son voyage de noces en Italie, le neveu du Romain est assassiné de deux balles dans la tête. C’est le premier d’une série d’assassinats perpétrés par le mystérieux tueur en série « Holiday », dont la particularité est de frapper chaque jour férié.

## Personnages

### Batman et ses alliés
- Bruce Wayne/Batman : Enfant, Bruce Wayne a fait la promesse sur la tombe de ses parents de ne pas se reposer avant que Gotham ne soit débarrassée du mal qui les a emportés. Avec l’aide de James Gordon et de Harvey Dent, il semble enfin être en mesure de mener à bien l’objectif de sa vie. En tant que Batman, il est le seul à pouvoir faire ce que ni Gordon ni Dent ne peuvent accomplir. Mais dans la guerre face à Carmine Falcone, Bruce a sur ses épaules le poids d'un lourd héritage familial.
- James Gordon : l’incorruptible capitaine de police est un fidèle allié de Batman dans la lutte contre le crime depuis que ce dernier a sauvé la vie de son fils, James Gordon Jr. Il est un défenseur acharné du respect de la loi et ne peut se résoudre à laisser Holiday sévir en ville, quand bien même le criminel s’attaque à Carmine Falcone.
- Harvey Dent : Surnommé Apollon, Harvey Dent est le seul procureur intègre de Gotham. Il conserve malgré tout un côté plus sombre et semble tenter de franchir la ligne pour détruire définitivement le « Romain ». Il se réjouit de l’action de Holiday, qui débarrasse la ville de Falcone et de ses sbires. Gilda, sa femme, est sa première admiratrice et semble prête à tout pour l’aider dans la croisade contre la mafia. Pourtant, elle voit son mari changer, à mesure que l’enquête sur Holiday s’étale dans le temps.
- Selina Kyle/Catwoman : L’énigmatique Selina Kyle entretient une romance ambiguë avec Bruce Wayne dont elle semble être la seule compagnie distrayante. En tant que Catwoman, elle n’est pas une alliée directe de Batman mais elle lui apporte son aide à chaque fois que c’est nécessaire, et surtout si elle peut y trouver dans le même temps un intérêt personnel. Elle apparait constamment en train de veiller de près sur les affaires du « Romain », chez qui elle a laissé la marque de ses griffes sur la joue droite.
- Alfred Pennyworth : le fidèle majordome de Bruce Wayne est le seul à partager le secret de la double identité de son maitre. Il veille sur le jeune milliardaire en faisant en sorte que la personnalité de Batman ne prenne pas le dessus. En tant qu’ancien serviteur des parents de Bruce, Alfred connait certains secrets troublants sur la famille Wayne.

### Civils
- Gilda Dent : Sculptrice et épouse d'Harvey Dent, procureur de Gotham City.
- Barbara Eileen : femme de James Gordon et mère de James Gordon Jr.
- James Gordon Jr : fils de James Gordon et de Barbara Eileen.

### La mafia de Gotham City
- La famille Falcone : Dirigée par Carmine Falcone , le « Romain », cette famille règne sur la pègre de Gotham City. Elle a dans sa poche les juges et la police qu’elle achète à coup de corruption et de menaces. Mais l’arrivée du tueur en série Holiday menace de faire voler en éclats l’autorité des Falcone. A chaque fête du calendrier, un nouveau membre de son clan est abattu. Ses rivaux commencent dès lors à douter de sa capacité à continuer à gérer la ville, tandis que sa position est en parallèle de plus en plus fragilisée par la monté en puissance des « monstres » de Gotham. Pour continuer à assurer sa suprématie, Carmine Falcone peut compter sur l’aide de sa fille Sofia, récemment libérée de prison, et de son fils Alberto, diplômé d’Harvard et d’Oxford, souhaitant désormais prendre une place plus grande dans les affaires de son père.
- La famille Viti : Après avoir un temps menacé de révéler les activités mafieuses du « Romain », la famille Viti, à la tête de la pègre de Chicago, scelle sa réconciliation avec les Falcone à l’occasion du mariage de Johnny. A Gotham, les Viti sont représentés par Carla, la sœur du Romain, dont les ambitions sont de mettre la main sur l’empire de son frère. Mais le meurtre de Johnny, première victime de Holiday ravive les tensions entre les Falcone et les Viti.
- La famille Maroni : Salvatore Maroni, dit « Le Boss » est le rival du Romain pour le contrôle de Gotham City. Il a succédé à son père, Luigi Maroni, lorsque ce dernier a pris sa retraite. Si en apparence, Salvatore Maroni semble profiter des assassinats des proches de Falcone par Holiday, il affirme déplorer que ces meurtres, même des hommes du Romain, mettent à mal le business général de la mafia.

### Les âmes perdues de Gotham
- Le Joker : Le clown prince du crime, célèbre antagoniste de Batman, signe ses méfaits par l’utilisation d’un gaz qui provoque chez ses victimes une crise cardiaque accompagnée d’un rictus diabolique. Dans son esprit détraqué, la ville de Gotham est trop petite pour deux fous criminels. Il se met donc en chasse de Holiday et menace de tuer tous les habitants de la ville pour éliminer son nouveau concurrent.
- L'Almanach : Julian Day signe ses crimes en frappant en fonction du calendrier, exactement comme Holiday. Simple coïncidence car, enfermé à Arkham, l’Almanach ne semble pas être en mesure de mener une campagne de meurtres. Il craint d’être progressivement oublié et remplacé par Holiday.
- Le Sphinx : Le spécialiste des énigmes est le seul à pouvoir déchiffrer le mystère de l’identité de Holiday. Mais comble du mystère : parmi les nombreuses cibles de Holiday, il est le seul à s’en être sorti vivant.
- Poison Ivy : L’envoutante Pamela Isley se sert des plantes pour manipuler et séduire l’esprit de ses cibles. Comme elle le dit elle-même, aucun homme ne peut lui résister.
- L’Épouvantail : Psychologue devenu psychopathe, Jonathan Crane a développé une toxine qui provoque une peur panique chez ses victimes. Il est libéré d’Arkham avec le Chapelier fou par Carmine Falcone.
- Le Chapelier fou : Désaxé schizophrène meurtrier, Jervis Tetch perçoit le monde du point de vue du personnage du roman de Lewis Carroll.
- Solomon Grundy : Ce zombie est le gardien des égouts de Gotham. Il traque chacun des individus qui a le malheur de se rendre sur son territoire. Mais il semble aussi à la recherche de quelqu’un pour combler la solitude de sa morte existence.

## Accueil et critiques
Batman: Un Long Halloween fut bien reçu par la critique et est salué comme l'une des histoires décisives de Batman en raison de l'histoire solide de Jeph Loeb et des dessins sombres de Tim Sale.
Hilary Goldstein de IGN Comics loua l'histoire de Loeb comme "solide, captivante, et une écriture intelligente qui n'a jamais trahie les personnages". Il ajouta qu'il "mélange les vies de Batman et Bruce Wayne aussi bien que quiconque, et décrit brillamment le lien de fraternité partagé par Batman, Jim Gordon et le Procureur Harvey Dent". Goldstein classa plus tard The Long Halloween 4ème sur une liste des 25 meilleurs romans graphiques de Batman.

## Influences
L'influence de l'intrigue d'Un Long Halloween se retrouve dans les adaptations télévisées de Batman. Lors de la quatrième saison de Gotham, plusieurs éléments de l'intrigue ont été adaptés, contribuant à l'arc narratif de la série. Un Long Halloween  a considérablement influencé la trilogie du réalisateur Christopher Nolan, notamment The Dark Knight : Le Chevalier Noir. 
Un Long Halloween a fortement influencé The Batman de Matt Reeves, façonnant le portrait d'un Batman de deux ans et l'évolution de personnages clés comme Selina Kyle et Oswald Cobblepot. Reeves déclare :  
« Un long Halloween a été très important pour la création de The Batman, car il repose sur une longue enquête autour d'une série de meurtres. Et je voulais vraiment avoir une histoire de détective : dans le film noir classique, il est fréquent que le personnage principal cherche à résoudre un crime qui, d'une manière ou d'une autre, va finir par l'impliquer sur le plan émotionnel. Or j'ai réalisé que Un long Halloween possédait une super version de ce schéma. C'est d'autant plus intéressant que mon professeur de scénario, la personne qui m'a conseillé de me mettre à écrire, n'était autre que Jeph Loeb, le scénariste de cette série de comic books. Et ce qui est drôle, c'est que je savais qu'il avait fait tous ces trucs importants autour de Batman, mais je ne les avais jamais lus. Je suis pourtant un immense fan de Batman. Mais tout a commencé avec Adam West et la série de 1966. Puis il y a eu les films. Et j'avais bien sûr lu quelques comic books, mais pas de manière aussi approfondie que je ne l'ai fait pour écrire ce film. J'ai alors réalisé, en découvrant l'œuvre de Jeph et de Tim Sale, que c'était exactement ce que je cherchais » 
Dans le jeu vidéo Batman : Arkham City, les joueurs peuvent débloquer un skin Catwoman basé sur son apparence dans Un Long Halloween. De même, le jeu Batman : Arkham Origins proposait un pack bonus de précommande comprenant un costume optionnel pour Batman inspiré de son apparence dans Un Long Halloween.

## Prix et récompenses
- 1998 : Prix Eisner de la meilleure mini-série
- 1999 : Prix Eisner du meilleur recueil

## Éditions françaises
- 1997 : Un Long Halloween (Semic, Collection Batman Hors Série n°3 à 6) : premiers édition en 4 volumes.
- 2009 : Un Long Halloween (Panini Comics, Collection DC Absolute) : réédition en version intégrale.  (ISBN 978-2-8094-0859-1)
- 2011 : Un Long Halloween (Panini Comics, Collection DC Deluxe) : réédition en version intégrale.  (ISBN 978-2-8094-2012-8)
- 2013 : Un Long Halloween (Urban Comics, Collection DC Essentiels) : réédition en version intégrale.  (ISBN 978-2-3657-7178-8)
- 2016 : Un Long Halloween (Eaglemoss, Collection DC Comics - Le Meilleur des Super-Héros n°16 et 17) : édition en 2 volumes.

## Dans les autres médias

### Télévision
- La quatrième saison de Gotham adapte certains éléments de l'histoire de Un Long Halloween[11].

### Film
Questionné sur la possibilité d'un film Batman: The Long Halloween en 2010, Bruce Timm répond que l'arc narratif sert mieux une bande dessinée qu'un film, mais que Batman: The Long Halloween pouvait aussi être adapté en série télévisée. En 2013, le producteur du DC Universe Animated Original Movies, James Tucker, exprime son intérêt d'adapter l'histoire en film d'animation.
Un Long Halloween est l'un des comics qui a influencé la Trilogie The Dark Knight de Christopher Nolan, en particulier The Dark Knight : Le Chevalier noir (2008) qui présente la transformation d'Harvey Dent en Double-Face[réf. nécessaire]

### Jeux vidéo
- Le jeu vidéo de 2011, Batman: Arkham City, a une apparence (skin) déblocable pour Catwoman, basée sur son apparence dans Un Long Halloween[14].
- Pour le jeu de 2013, Batman: Arkham Origins, un pack bonus en pré-commande contenait une tenue en option pour Batman, basée sur son costume dans Un Long Halloween[15].
- Dans Batman: Arkham Knight, en trouvant la troisième victime dans la mission secondaire "Perfect Crime", Alfred dira à Batman que les événements de cette mission ressemblent à une affaire de meurtres en série qu'il a mené au début de sa carrière en tant que justicier et qui par coïncidence s'est également produite à Halloween. Il se rappelle que c'était "une longue". C'est une référence à Un Long Halloween, plus spécifiquement aux événements des meurtres de Holiday.